# Assedio di Ryūgasaki
L′assedio di Ryūgasaki del 1545 fu una delle tante battaglie di Takeda Shingen per la conquista Shinano. La fortezza di Ryūgasaki era satellite del castello di Fukuyo ed era sotto il controllo di Yoshinaga Mitoyoshi, un servitore dei Tozawa. Yoshinaga stesso fu ucciso durante la caduta del castello.